# 南光町
南光町（なんこうちょう）は、兵庫県中西部にあった町。佐用郡に属した。ヒマワリの郷として本州最大級のヒマワリ畑を誇り、ひまわり祭りの時には観光客が約15万人も訪れていた。日本共産党員である山田兼三が25年間、町長を務めた革新町政だった。
2005年10月1日に南光町・三日月町・上月町・佐用町の4町が対等合併して佐用町となり、消滅した。

## 地理
- 千種川中流域に沿った、南北に大変細長い町域。
- 町名は船越山南光坊瑠璃寺に由来する。

### 隣接していた自治体
- 宍粟市
- 佐用郡佐用町、上月町、三日月町
- 赤穂郡上郡町

## 歴史
- 1889年（明治22年）4月1日 - 町村制施行の際、佐用郡徳久村、中安村、宍粟郡三河村が発足。
- 1955年（昭和30年）7月20日 - 徳久村、中安村、三河村が合併し、南光町発足。
- 1966年（昭和41年）4月1日 - 船越山が県観光百選に選ばれる。
- 1971年（昭和46年）5月20日 - 兵庫県立昆虫館設立
- 1975年（昭和50年）9月3日 - 上三河農村舞台が国の重要文化財に指定される
- 1980年（昭和55年）10月5日 - 南光町長選挙・山田兼三初当選
- 1981年（昭和56年）
  - 4月16日 - 救護施設「南光園」完成
  - 5月25日 - 南光町国際障害者年推進本部発足
- 1983年（昭和58年）
  - 5月14日 - 文化センター完成
  - 6月1日 - 歯科保健センター開設
  - 12月2日 - 第1回健康まつり開催
  - 12月9日 - 「南光町福祉の日」制定、第1回福祉の日の集い開催
- 1984年（昭和59年）
  - 3月28日 - 漆野光福寺の大イトザクラが県指定文化財に指定される
  - 9月15日 - 南光町長選挙・山田兼三再選
- 1985年（昭和60年）
  - 6月28日 - 第1回歯科保健大会を開催
  - 11月2日 - 町長憲章、南光音頭を制定
- 1986年（昭和61年）
  - 6月17日 - 防災行政無線局開局、放送を開始
- 1988年（昭和63年）
  - 3月26日 - 瑠璃寺の不動明王坐像が国の重要文化財に指定される
  - 3月31日 - 「南光町昔むかし」「南光町の歴史の道」発行
  - 9月6日 - 南光町長選挙・山田兼三無投票で3選
- 1989年（平成元年）11月1日 - 老人保健施設「ハイムゾンネ」開設
- 1990年（平成2年）
  - 7月22日 - 「ひまわりの里・みかわ」開園
  - 9月30日 - スポーツ公園「若鮎ランド」完成
  - 10月6日 - 「みなくるカーニバル」開催
- 1991年（平成3年）
  - 2月17日 - 「若あゆロードレース大会」開催
  - 12月12日 - 瑠璃寺にジャンボ絵馬設置
- 1992年（平成4年）
  - 4月1日 - 南光町がひまわりの里で「農村景観百選」に選ばれる
  - 9月13日 - 南光町長選挙・山田兼三4選
  - 4月1日 - 身体障害者施設「シャイン」開設
- 1994年（平成6年）8月12日 - 「南光町史」第1巻「原始・古代編」を発行
- 1995年（平成7年）
  - 2月5日 - 瑠璃寺で第1回絵馬コンクールの表彰式が行われる。
  - 5月15日 - 「ひまわり館」が完成
  - 10月22日 - 町の鳥に「カワセミ」を制定
- 2005年（平成17年）
  - 2月15日 - 南光町・三日月町・上月町・佐用町の合併協定調印式を佐用町で行う。
  - 10月1日 - 三日月町・上月町・佐用町との対等合併により佐用町が発足し消滅。

## 行政

### 町長
- 山田兼三（1980年-2005年）
初当選時31歳で町外在住だったこと、町内で「8020運動」の普及に尽力したことなどから話題となった。

## 地域

### 教育
- 南光町立徳久小学校
- 南光町立中安小学校
- 南光町立三河小学校
- 南光町立上津中学校
- 事務組合立三土中学校

## 交通

### 鉄道路線
- 西日本旅客鉄道
  - 姫新線
    - 播磨徳久駅

### 道路
- 高速道路
  - 中国自動車道 南光BS
- 国道
  - 国道179号
- 都道府県道
  - 兵庫県道53号山崎南光線
  - 兵庫県道72号若桜下三河線
  - 兵庫県道368号吉永下徳久線
  - 兵庫県道443号上三河平福線
  - 兵庫県道449号多賀相生線
  - 兵庫県道547号横坂南光線

## 名所・旧跡・観光スポット・祭事・催事
- ひまわり祭り
- ひまわりの里
- 南光ひまわり館
- 若あゆランド
- 南光自然観察村
- 船越山 モンキーパーク
- 南光坊瑠璃寺 - 728年（神亀5年）行基による開創と伝える古寺、高野山真言宗別格本山、播磨西国三十三箇所第11番および新西国三十三箇所第33番札所、大護摩会式は2月第一日曜日
- 常福院
- 兵庫県立昆虫館
- 農村舞台
- 子ども歌舞伎
- 武者踊り
- 天一神社（延喜式内社.弥生時代に創立されたと伝えられている）
- 大イトザクラ
- 雪花姫の墓

## 出身有名人
- 大瓦鈴子（政治家、元看護師） - 神戸市会議員（日本共産党）[1]。

2003年、初当選した。